# Gregor Podlogar
Gregor Podlogar, slovenski pesnik, 2. junij, 1974, Ljubljana, Slovenija.

## Življenje in delo
Leta 2001 je diplomiral na Filozofski fakulteti v Ljubljani, in sicer na oddelku za filozofijo. Prvenec z naslovom Naselitve je izdal leta 1997.